# Peberrod
Peberrod (Armoracia rusticana) er en flerårig urt med lange blade, der udvikler lange, kraftige, cylindriske rødder med skarp smag og lugt, der forårsages af et sennepsglykosid. Peberrod indeholder tre gange så meget C-vitamin som citroner, men med den kraftige smag er den nærmest at betragte som et krydderi i madlavningen. Den bruges bl.a. i sovse, i kryddersmør og som pynt på smørrebrød.
Peberrod stammer formentlig fra Asien men blev bragt til Europa for ca. 1000 år siden.
Allerede i Middelalderen vidste man, at peberroden havde gode egenskaber, og man brugte den mod skørbug. I Danmark har den været kendt siden det 17. århundrede.
Forsøg med drøvtyggere har vist, at overdreven indtagelse af Peberrod kan forårsage alvorlige ætsninger på slimhinderne, og i værste fald kan sennepsglykosiderne være livstruende.